# Серганка (приток Нор-Ломовки)
Серганка — река в России, протекает по Пензенской области. Длина реки составляет 14 км. Устье реки находится в 39 км по левому берегу реки Нор-Ломовка на высоте 175,8 метров над уровнем моря.
В 2,6 км от устья, по левому берегу реки впадает ручей Серчанка.

## Данные водного реестра
По данным государственного водного реестра России относится к Окскому бассейновому округу, водохозяйственный участок реки — Мокша от истока до водомерного поста города Темников, речной подбассейн реки — Мокша. Речной бассейн реки — Ока.
Код объекта в государственном водном реестре — 09010200112110000027155.